# Astrid van Zweden
Astrid Sofia Lovisa Thyra van Zweden (Stockholm, 17 november 1905 — Küssnacht am Rigi, 29 augustus 1935), kortweg koningin Astrid, was de vierde koningin der Belgen, echtgenote van de Belgische koning Leopold III en was sinds haar huwelijk tot de troonsbestijging van haar man hertogin van Brabant en prinses van België.

## Biografie

### Afkomst
Prinses Astrid was de dochter van prins Karel van Zweden (1861-1951) en prinses Ingeborg van Denemarken. Haar zus Märtha van Zweden was kroonprinses van Noorwegen en de moeder van de huidige koning Harald V van Noorwegen. Haar oom was koning Christiaan X van Denemarken en haar grootvader was koning Oscar II van Zweden. Via haar beide ouders bestaat er ook een verwantschap met de Nederlandse en de Luxemburgse dynastie.
Toen ze zich verloofde met de katholieke prins Leopold, zoon van koning Albert van België, verliet ze haar geboorteland.

### Verloving en huwelijk

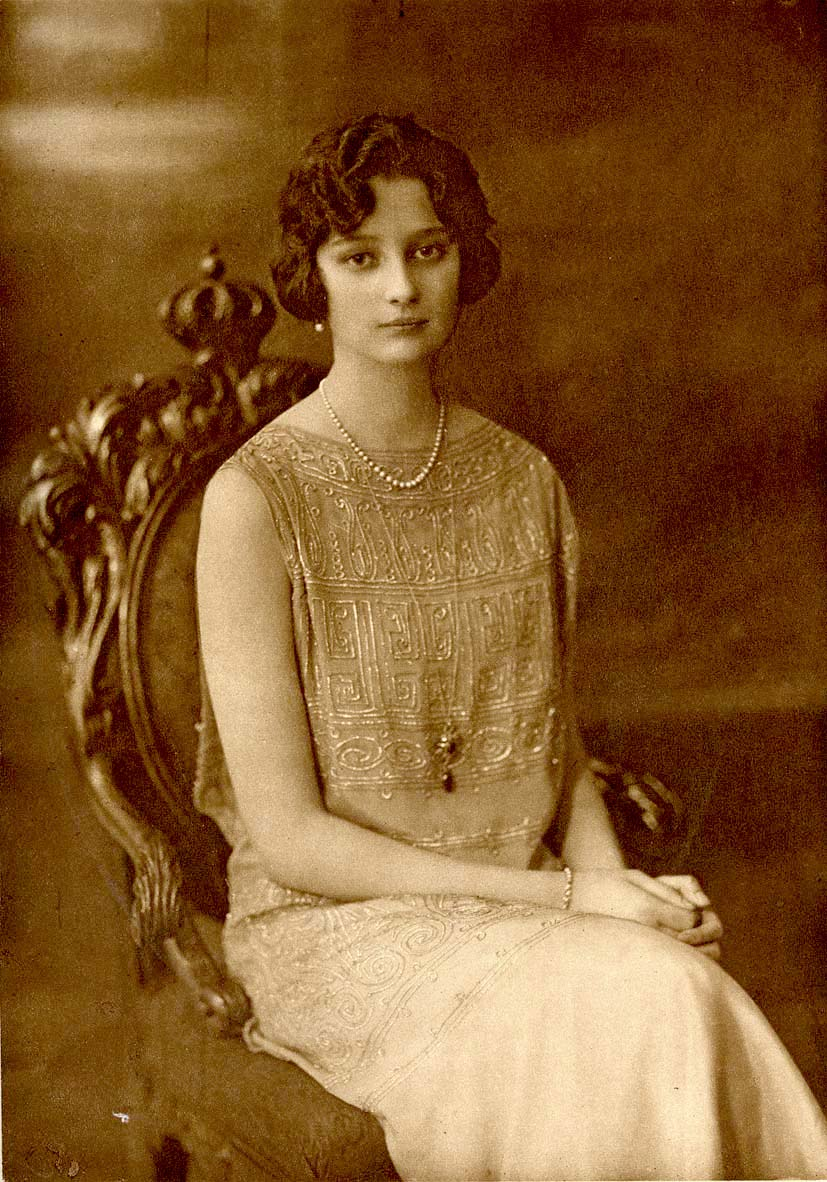
Prinses Astrid in 1926

Bij haar aankomst in Antwerpen vergat de prinses alle ceremonieel en vloog haar verloofde om de hals; dit spontane gebaar was het begin van de enorme sympathie die de vorstin bij de bevolking verwierf. Het paar huwde in Zweden op 4 november 1926; zes dagen later, op 10 november, volgde een tweede huwelijksplechtigheid in België. Het huwelijk werd bijgewoond door de Zweedse koninklijke familie, die een paar dagen in Brussel te gast was. Ook de Beierse en Deense koninklijke familie waren aanwezig.
Het jonge paar woonde eerst in het Bellevue-paleis te Brussel. In dat paleis werd hun eerste kind geboren, Josephine-Charlotte. Nadien verhuisde het gezin naar het Kasteel van Stuyvenberg, waar Boudewijn en Albert werden geboren. Bij de geboorte van prins Albert stuurde de prinses doopsuiker naar alle kinderen die op dezelfde dag waren geboren.

### Koningin der Belgen
Door haar huwelijk in 1926 met de Belgische kroonprins Leopold werd zij na de dood van koning Albert I in 1934 koningin der Belgen. De blijde intredes (de ceremonieel afgelegde ontvangsten in de negen provinciehoofdsteden) werden druk bijgewoond. Van het volk kreeg ze door nationale intekening het diadeem der negen provinciën.
In de koninklijke familie bestond bezorgdheid vanwege haar lutherse geloof. Een paar jaar na haar huwelijk bekeerde de koningin zich tot het rooms-katholieke geloof.
De koningin deed aan naastenliefde en organiseerde zelf inzamelacties ten behoeve van de minderbedeelden. Als ze een aangrijpende verzoekbrief kreeg, ging ze soms persoonlijk op onderzoek uit om het in de brief aangeroerde probleem op te lossen.

### Overlijden

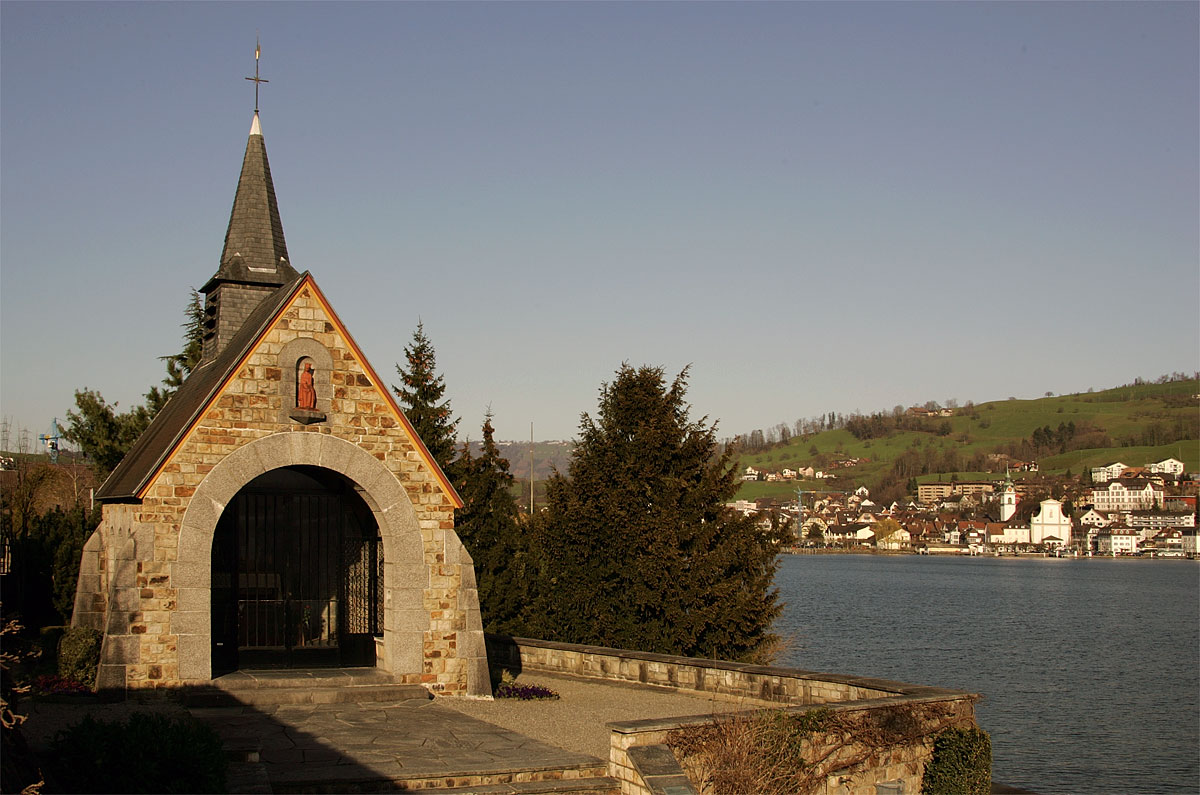
Herdenkingskapel in Küssnacht am Rigi, vlak bij de plaats waar koningin Astrid stierf. De exacte plaats wordt gemarkeerd met een kruis op een grasveld, even verderop.

In 1935 kwam de koningin der Belgen op 29-jarige leeftijd om het leven bij een auto-ongeval in het Zwitserse Küssnacht am Rigi, waarin het paar incognito, onder de naam Renard, een uitstapje maakte, voordat zij huiswaarts zouden keren. De koning verloor, doordat de koningin iets aanwees, de controle over de wagen. Nadat de auto van de weg was geraakt en tegen een perenboom was gebotst, werd de vorstin, die via de al geopende autodeur uit de auto wilde springen, uit de auto geslingerd en tegen de  perenboom gekatapulteerd. De auto schoot nog door tegen een andere boom en belandde daarna in het water. Door ernstig hoofdletsel was de koningin op slag dood. Samen met de vorstin overleed mogelijk ook haar ongeboren vierde kind, terwijl haar andere kinderen de avond ervoor per trein naar huis waren gereisd. De koningin werd opgebaard met een omzwachteld hoofd. De koning was vrijwel ongedeerd.
Vele Belgen waren in rouw en treurden om de prinsjes en het prinsesje die op jonge leeftijd hun moeder verloren. Door dit ongeval was Astrid slechts een jaar koningin. Leopold treurde om haar verlies en verbood zijn kinderen over haar te spreken. Haar boudoir liet hij intact en hij bewaarde haar met bloed besmeurde jurk.
Küssnacht schonk Leopold de grond van de plaats van het ongeluk, waarop Leopold een kapel liet bouwen ter herinnering aan haar. Astrid zelf ligt begraven in een praalgraf in de koninklijke crypte te Laken. Ze rust naast haar echtgenoot en diens tweede vrouw, Lilian, prinses van Retie.
Astrid schonk de dynastie de latere koningen Boudewijn en Albert II, en groothertogin Josephine Charlotte van Luxemburg.

## Nagedachtenis
Op 1 december 1935 bezorgden de Belgische Posterijen een heruitgave van een serie van zes reeds bestaande frankeerzegels met de beeltenis van koningin Astrid, ditmaal evenwel voorzien van een zwarte rouwrand rondom.
In Hove werd er van het vorstenpaar een reuzenpaar gebouwd.
Koningin Astrid heeft tot op de huidige dag nog haar bewonderaars en er zijn door de jaren heen talrijke boeken over haar verschenen. Soms ziet men een verband met prinses Diana en Gracia, die net als Astrid door de bevolking op handen gedragen werden en net als Astrid ten gevolge van een auto-ongeval om het leven kwamen. Er zijn in België veel monumenten, gebouwen, parken, straten en pleinen naar haar vernoemd, waaronder het Koningin Astridpark in Aalst, het Koningin Astridplein in Antwerpen, het Astridpark in Brussel en het Koningin Astridpark in Brugge. 
Een Koningin Astrid Memorial werd gebouwd door architect Paul Bonduelle in Laken en ingehuldigd op 21 juli 1938. Het gebouw, dat in de laat-neoclassicistische stijl is opgetrokken, kijkt uit op de Onze-Lieve-Vrouwekerk en grenst aan het Kasteel van Laken. Datzelfde jaar werd op initiatief van het plaatselijke Veteranenfront een bronzen buste van de koningin in het Wisterzéepark in Court-Saint-Étienne opgericht door de beeldhouwer Victor Rousseau.

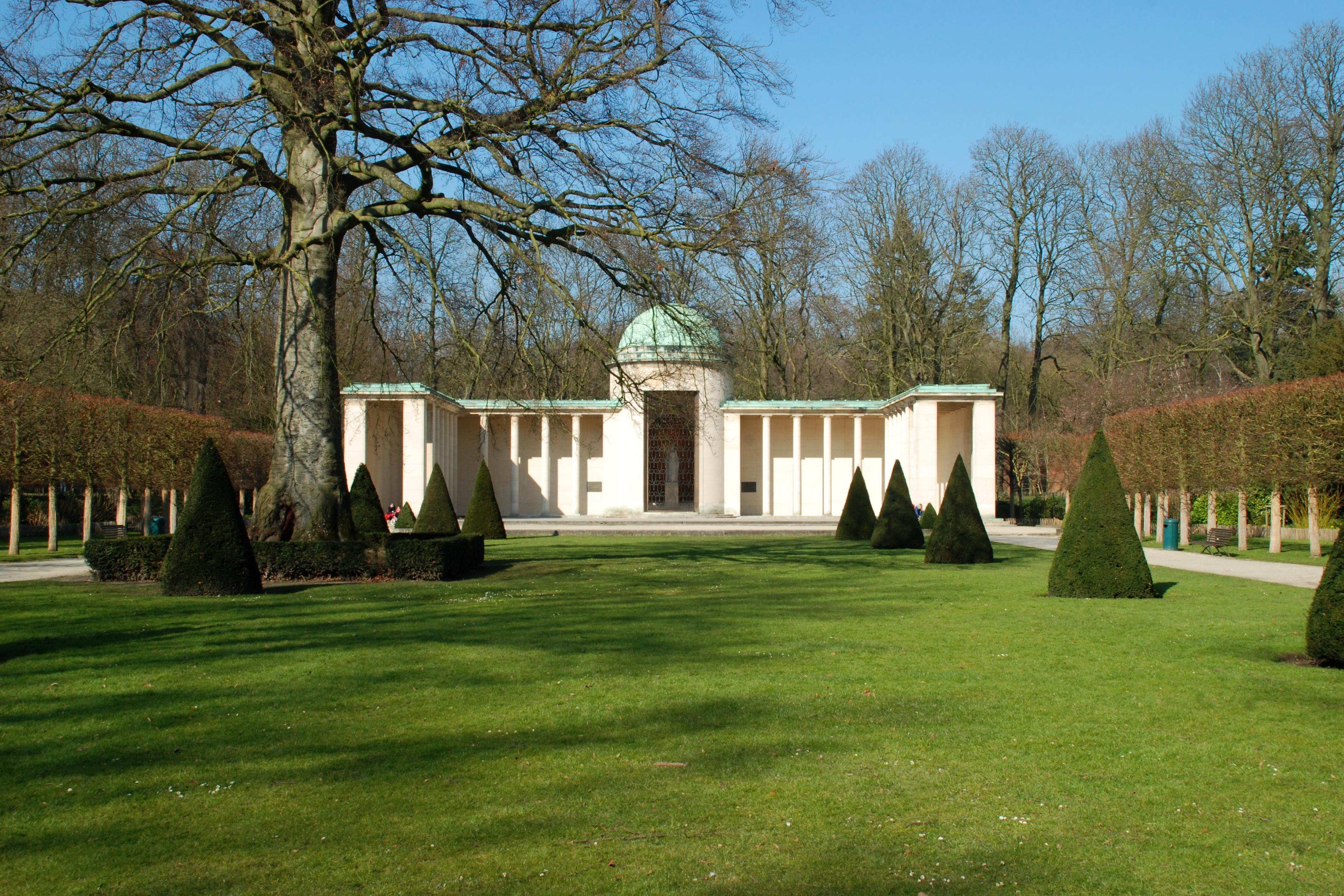
Koningin Astrid Memorial in Laken (architect Paul Bonduelle, 1938).
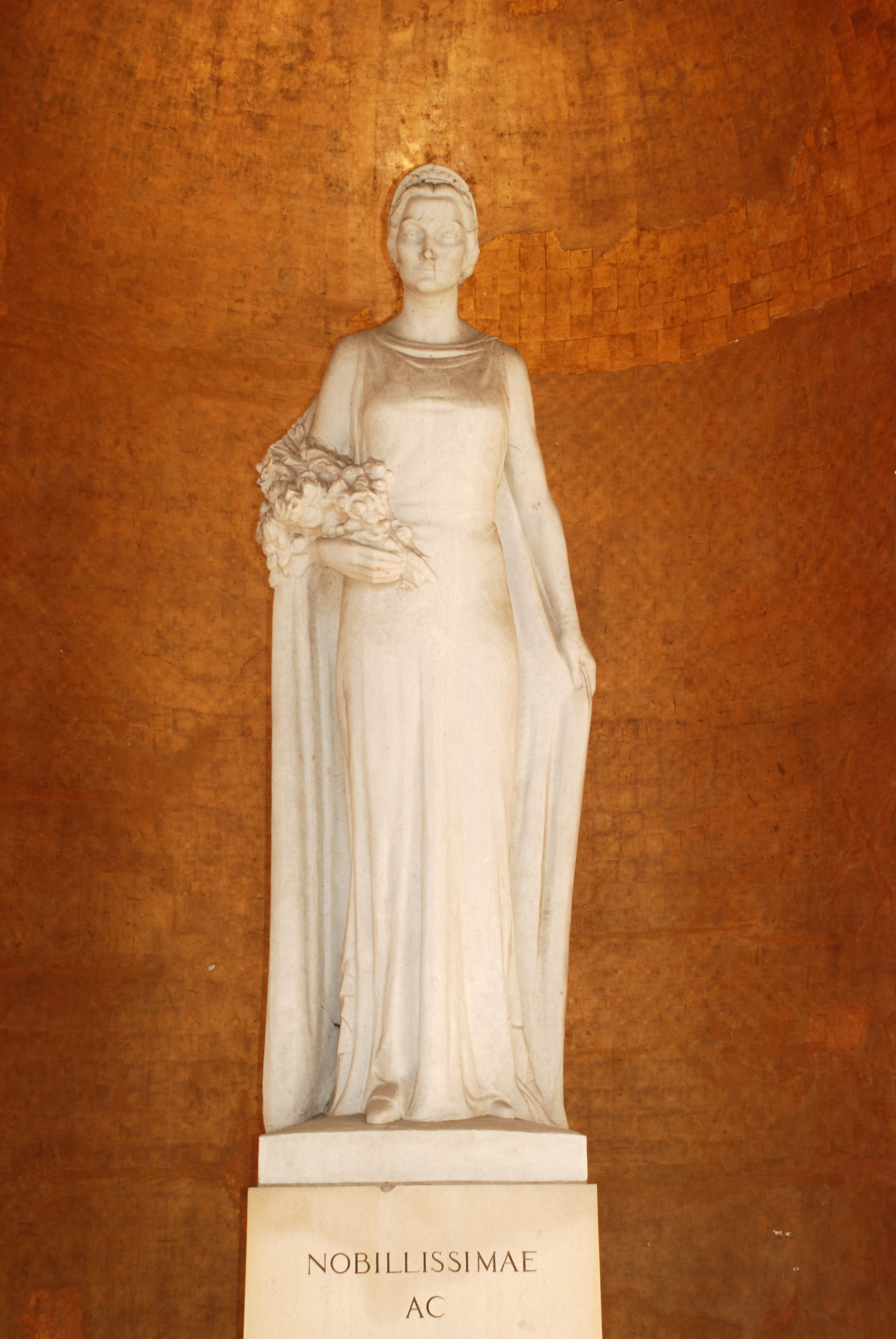
Standbeeld van de Koningin in de Koningin Astrid Memorial (Jan Boedts).
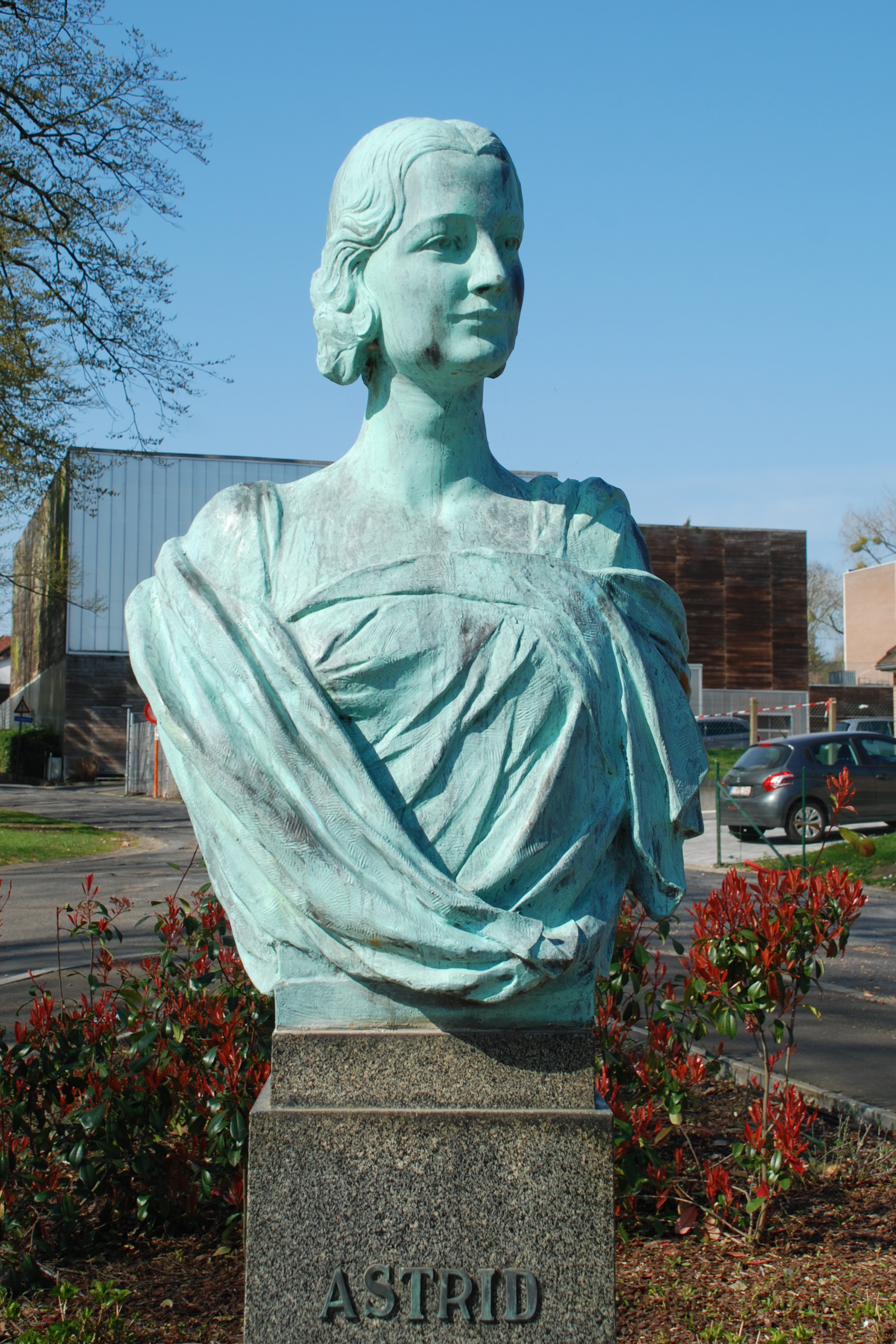
Bronzen buste van de Koningin in Court-Saint-Étienne (Victor Rousseau).
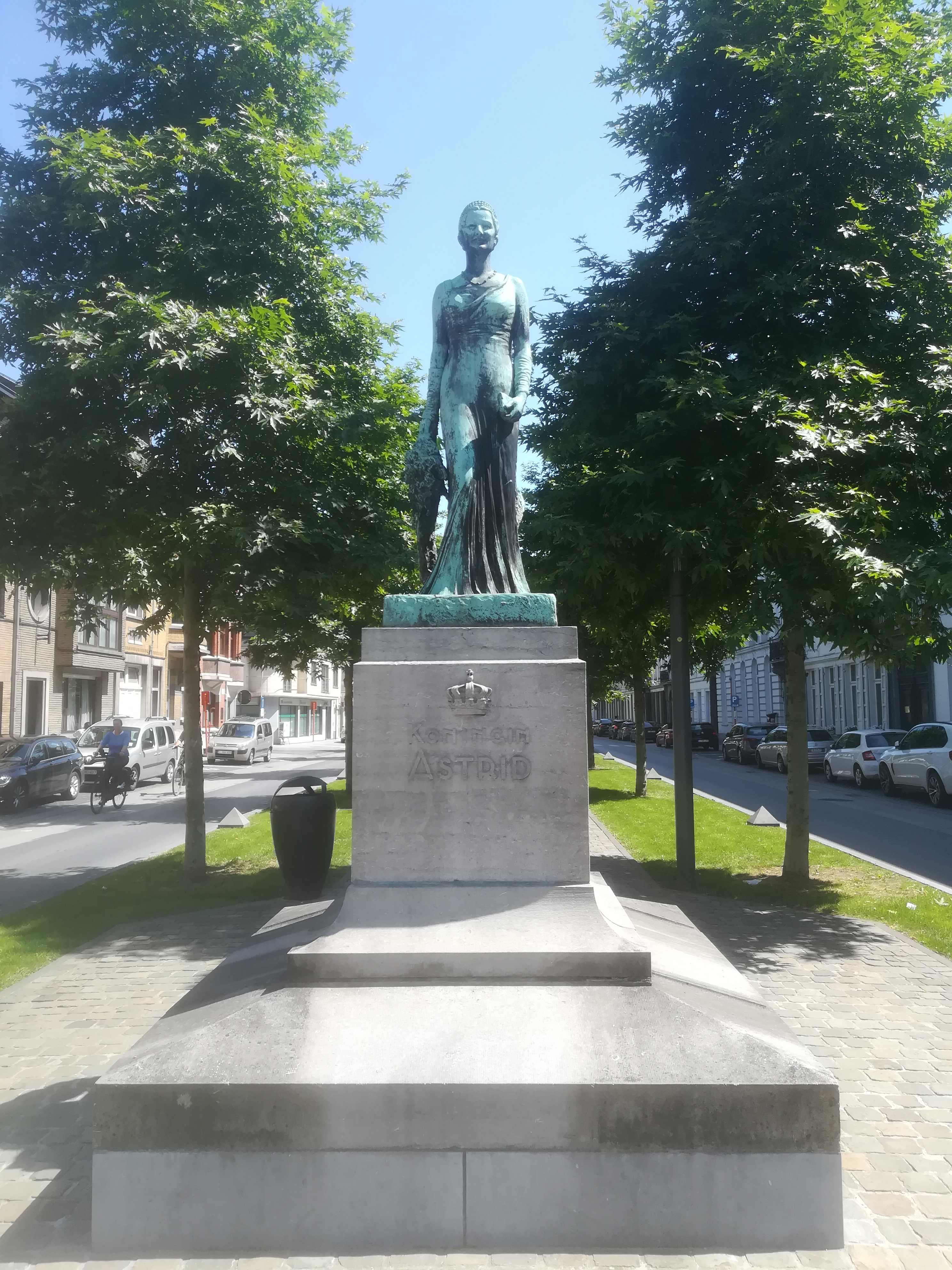
Het standbeeld van Koningin Astrid op het keizersplein te Aalst.
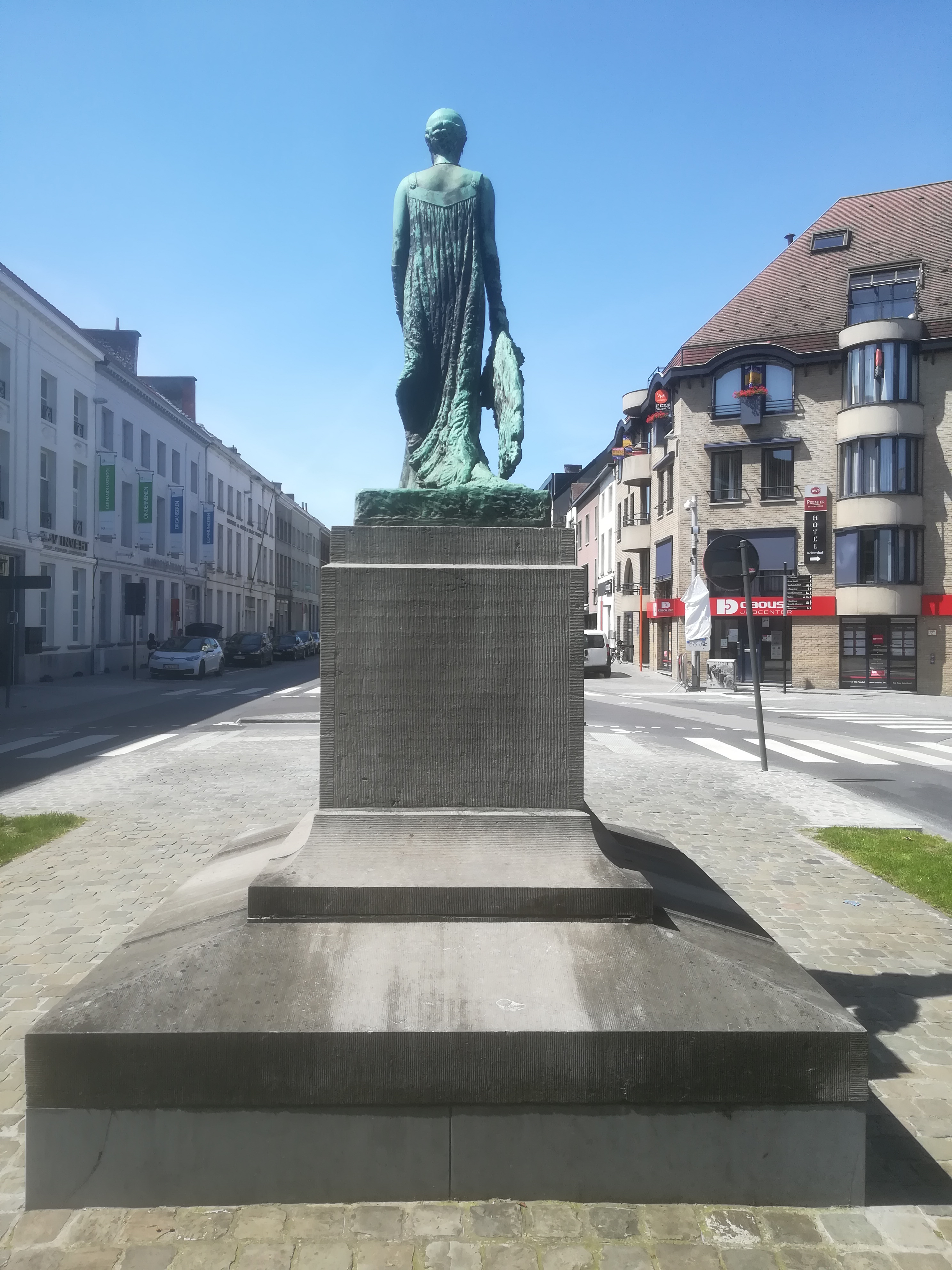
De achterkant van het standbeeld van Koningin Astrid op het keizersplein te Aalst.

Ook Nederland heeft in Noordwijk een Koningin Astrid Boulevard.
Ter gelegenheid van haar honderdste geboortedag, in 2005, organiseerden nabestaanden een tentoonstelling over de vorstin. Deze vond deels plaats in het Koninklijk Paleis van Stockholm: Astrid, Prinsessa i Sverige - Drottning i Belgien en deels in het Koninklijk Paleis te Brussel: Ogenblikken met Astrid. De tentoonstelling werd plechtig geopend door koning Albert, koningin Paola, koningin Fabiola, koning Harald, koningin Sonja, koning Karel Gustaaf, koningin Silvia, groothertog Jan, groothertog Hendrik en groothertogin Maria Teresa. Deze openingsplechtigheid werd bijgewoond door verdere familieleden en een keur aan ministers en politici.

## Eretekens
- Dame Grootkruis van de Orde van Malta

## Wapenschilden
| Verenigd Wapen van Koning Leopold III en Koningin Astrid | Monogram van Koningin Astrid | Wapen van het Huis Bernadotte |

## Kwartierstaat
| Oscar I van Zweden (1799-1859) | Oscar I van Zweden (1799-1859) | Oscar I van Zweden (1799-1859) | Oscar I van Zweden (1799-1859) | Oscar I van Zweden (1799-1859)  | Oscar I van Zweden (1799-1859)  | Josephine van Leuchtenberg (1807-1876) | Josephine van Leuchtenberg (1807-1876) | Josephine van Leuchtenberg (1807-1876) | Josephine van Leuchtenberg (1807-1876) | Josephine van Leuchtenberg (1807-1876) | Josephine van Leuchtenberg (1807-1876) |                                   |                                   | Willem van Nassau (1792-1839)     | Willem van Nassau (1792-1839)     | Willem van Nassau (1792-1839)     | Willem van Nassau (1792-1839)     | Willem van Nassau (1792-1839) | Willem van Nassau (1792-1839) | Pauline van Württemberg (1810-1856) | Pauline van Württemberg (1810-1856) | Pauline van Württemberg (1810-1856) | Pauline van Württemberg (1810-1856) | Pauline van Württemberg (1810-1856) | Pauline van Württemberg (1810-1856) |  |  | Christiaan IX van Denemarken (1818-1906) | Christiaan IX van Denemarken (1818-1906) | Christiaan IX van Denemarken (1818-1906) | Christiaan IX van Denemarken (1818-1906) | Christiaan IX van Denemarken (1818-1906) | Christiaan IX van Denemarken (1818-1906) | Louise van Hessen-Kassel (1817-1898)     | Louise van Hessen-Kassel (1817-1898)     | Louise van Hessen-Kassel (1817-1898)     | Louise van Hessen-Kassel (1817-1898)     | Louise van Hessen-Kassel (1817-1898) | Louise van Hessen-Kassel (1817-1898) |                                     |                                     | Karel XV van Zweden (1826-1872)     | Karel XV van Zweden (1826-1872)     | Karel XV van Zweden (1826-1872) | Karel XV van Zweden (1826-1872) | Karel XV van Zweden (1826-1872) | Karel XV van Zweden (1826-1872) | Louise van Oranje-Nassau (1828-1871) | Louise van Oranje-Nassau (1828-1871) | Louise van Oranje-Nassau (1828-1871) | Louise van Oranje-Nassau (1828-1871) | Louise van Oranje-Nassau (1828-1871) | Louise van Oranje-Nassau (1828-1871) |  |  |  |  |  |  |  |  |  |  |  |  |  |  |  |  |  |  |  |  |  |  |  |  |  |  |  |  |  |  |  |  |  |  |  |  |  |  |  |  |  |  |  |  |  |  |  |  |
| Oscar I van Zweden (1799-1859) | Oscar I van Zweden (1799-1859) | Oscar I van Zweden (1799-1859) | Oscar I van Zweden (1799-1859) | Oscar I van Zweden (1799-1859)  | Oscar I van Zweden (1799-1859)  | Josephine van Leuchtenberg (1807-1876) | Josephine van Leuchtenberg (1807-1876) | Josephine van Leuchtenberg (1807-1876) | Josephine van Leuchtenberg (1807-1876) | Josephine van Leuchtenberg (1807-1876) | Josephine van Leuchtenberg (1807-1876) |                                   |                                   | Willem van Nassau (1792-1839)     | Willem van Nassau (1792-1839)     | Willem van Nassau (1792-1839)     | Willem van Nassau (1792-1839)     | Willem van Nassau (1792-1839) | Willem van Nassau (1792-1839) | Pauline van Württemberg (1810-1856) | Pauline van Württemberg (1810-1856) | Pauline van Württemberg (1810-1856) | Pauline van Württemberg (1810-1856) | Pauline van Württemberg (1810-1856) | Pauline van Württemberg (1810-1856) |  |  | Christiaan IX van Denemarken (1818-1906) | Christiaan IX van Denemarken (1818-1906) | Christiaan IX van Denemarken (1818-1906) | Christiaan IX van Denemarken (1818-1906) | Christiaan IX van Denemarken (1818-1906) | Christiaan IX van Denemarken (1818-1906) | Louise van Hessen-Kassel (1817-1898)     | Louise van Hessen-Kassel (1817-1898)     | Louise van Hessen-Kassel (1817-1898)     | Louise van Hessen-Kassel (1817-1898)     | Louise van Hessen-Kassel (1817-1898) | Louise van Hessen-Kassel (1817-1898) |                                     |                                     | Karel XV van Zweden (1826-1872)     | Karel XV van Zweden (1826-1872)     | Karel XV van Zweden (1826-1872) | Karel XV van Zweden (1826-1872) | Karel XV van Zweden (1826-1872) | Karel XV van Zweden (1826-1872) | Louise van Oranje-Nassau (1828-1871) | Louise van Oranje-Nassau (1828-1871) | Louise van Oranje-Nassau (1828-1871) | Louise van Oranje-Nassau (1828-1871) | Louise van Oranje-Nassau (1828-1871) | Louise van Oranje-Nassau (1828-1871) |  |  |  |  |  |  |  |  |  |  |  |  |  |  |  |  |  |  |  |  |  |  |  |  |  |  |  |  |  |  |  |  |  |  |  |  |  |  |  |  |  |  |  |  |  |  |  |  |
|                                |                                |                                |                                |                                 |                                 |                                        |                                        |                                        |                                        |                                        |                                        |                                   |                                   |                                   |                                   |                                   |                                   |                               |                               |                                     |                                     |                                     |                                     |                                     |                                     |  |  |                                          |                                          |                                          |                                          |                                          |                                          |                                          |                                          |                                          |                                          |                                      |                                      |                                     |                                     |                                     |                                     |                                 |                                 |                                 |                                 |                                      |                                      |                                      |                                      |                                      |                                      |  |  |  |  |  |  |  |  |  |  |  |  |  |  |  |  |  |  |  |  |  |  |  |  |  |  |  |  |  |  |  |  |  |  |  |  |  |  |  |  |  |  |  |  |  |  |  |  |
|                                |                                |                                |                                | Oscar II van Zweden (1829-1907) | Oscar II van Zweden (1829-1907) | Oscar II van Zweden (1829-1907)        | Oscar II van Zweden (1829-1907)        | Oscar II van Zweden (1829-1907)        | Oscar II van Zweden (1829-1907)        |                                        |                                        |                                   |                                   |                                   |                                   | Sophia van Nassau (1836-1913)     | Sophia van Nassau (1836-1913)     | Sophia van Nassau (1836-1913) | Sophia van Nassau (1836-1913) | Sophia van Nassau (1836-1913)       | Sophia van Nassau (1836-1913)       |                                     |                                     |                                     |                                     |  |  |                                          |                                          |                                          |                                          | Frederik VIII van Denemarken (1843-1912) | Frederik VIII van Denemarken (1843-1912) | Frederik VIII van Denemarken (1843-1912) | Frederik VIII van Denemarken (1843-1912) | Frederik VIII van Denemarken (1843-1912) | Frederik VIII van Denemarken (1843-1912) |                                      |                                      |                                     |                                     |                                     |                                     | Louise van Zweden (1851-1926)   | Louise van Zweden (1851-1926)   | Louise van Zweden (1851-1926)   | Louise van Zweden (1851-1926)   | Louise van Zweden (1851-1926)        | Louise van Zweden (1851-1926)        |                                      |                                      |                                      |                                      |  |  |  |  |  |  |  |  |  |  |  |  |  |  |  |  |  |  |  |  |  |  |  |  |  |  |  |  |  |  |  |  |  |  |  |  |  |  |  |  |  |  |  |  |  |  |  |  |
|                                |                                |                                |                                | Oscar II van Zweden (1829-1907) | Oscar II van Zweden (1829-1907) | Oscar II van Zweden (1829-1907)        | Oscar II van Zweden (1829-1907)        | Oscar II van Zweden (1829-1907)        | Oscar II van Zweden (1829-1907)        |                                        |                                        |                                   |                                   |                                   |                                   | Sophia van Nassau (1836-1913)     | Sophia van Nassau (1836-1913)     | Sophia van Nassau (1836-1913) | Sophia van Nassau (1836-1913) | Sophia van Nassau (1836-1913)       | Sophia van Nassau (1836-1913)       |                                     |                                     |                                     |                                     |  |  |                                          |                                          |                                          |                                          | Frederik VIII van Denemarken (1843-1912) | Frederik VIII van Denemarken (1843-1912) | Frederik VIII van Denemarken (1843-1912) | Frederik VIII van Denemarken (1843-1912) | Frederik VIII van Denemarken (1843-1912) | Frederik VIII van Denemarken (1843-1912) |                                      |                                      |                                     |                                     |                                     |                                     | Louise van Zweden (1851-1926)   | Louise van Zweden (1851-1926)   | Louise van Zweden (1851-1926)   | Louise van Zweden (1851-1926)   | Louise van Zweden (1851-1926)        | Louise van Zweden (1851-1926)        |                                      |                                      |                                      |                                      |  |  |  |  |  |  |  |  |  |  |  |  |  |  |  |  |  |  |  |  |  |  |  |  |  |  |  |  |  |  |  |  |  |  |  |  |  |  |  |  |  |  |  |  |  |  |  |  |
|                                |                                |                                |                                |                                 |                                 |                                        |                                        |                                        |                                        | Karel van Zweden (1861-1951)           | Karel van Zweden (1861-1951)           | Karel van Zweden (1861-1951)      | Karel van Zweden (1861-1951)      | Karel van Zweden (1861-1951)      | Karel van Zweden (1861-1951)      |                                   |                                   |                               |                               |                                     |                                     |                                     |                                     |                                     |                                     |  |  |                                          |                                          |                                          |                                          |                                          |                                          |                                          |                                          |                                          |                                          | Ingeborg van Denemarken (1878-1958)  | Ingeborg van Denemarken (1878-1958)  | Ingeborg van Denemarken (1878-1958) | Ingeborg van Denemarken (1878-1958) | Ingeborg van Denemarken (1878-1958) | Ingeborg van Denemarken (1878-1958) |                                 |                                 |                                 |                                 |                                      |                                      |                                      |                                      |                                      |                                      |  |  |  |  |  |  |  |  |  |  |  |  |  |  |  |  |  |  |  |  |  |  |  |  |  |  |  |  |  |  |  |  |  |  |  |  |  |  |  |  |  |  |  |  |  |  |  |  |
|                                |                                |                                |                                |                                 |                                 |                                        |                                        |                                        |                                        | Karel van Zweden (1861-1951)           | Karel van Zweden (1861-1951)           | Karel van Zweden (1861-1951)      | Karel van Zweden (1861-1951)      | Karel van Zweden (1861-1951)      | Karel van Zweden (1861-1951)      |                                   |                                   |                               |                               |                                     |                                     |                                     |                                     |                                     |                                     |  |  |                                          |                                          |                                          |                                          |                                          |                                          |                                          |                                          |                                          |                                          | Ingeborg van Denemarken (1878-1958)  | Ingeborg van Denemarken (1878-1958)  | Ingeborg van Denemarken (1878-1958) | Ingeborg van Denemarken (1878-1958) | Ingeborg van Denemarken (1878-1958) | Ingeborg van Denemarken (1878-1958) |                                 |                                 |                                 |                                 |                                      |                                      |                                      |                                      |                                      |                                      |  |  |  |  |  |  |  |  |  |  |  |  |  |  |  |  |  |  |  |  |  |  |  |  |  |  |  |  |  |  |  |  |  |  |  |  |  |  |  |  |  |  |  |  |  |  |  |  |
|                                |                                |                                |                                |                                 |                                 |                                        |                                        |                                        |                                        |                                        |                                        |                                   |                                   |                                   |                                   |                                   |                                   |                               |                               |                                     |                                     |                                     |                                     |                                     |                                     |  |  |                                          |                                          |                                          |                                          |                                          |                                          |                                          |                                          |                                          |                                          |                                      |                                      |                                     |                                     |                                     |                                     |                                 |                                 |                                 |                                 |                                      |                                      |                                      |                                      |                                      |                                      |  |  |  |  |  |  |  |  |  |  |  |  |  |  |  |  |  |  |  |  |  |  |  |  |  |  |  |  |  |  |  |  |  |  |  |  |  |  |  |  |  |  |  |  |  |  |  |  |
|                                |                                |                                |                                |                                 |                                 |                                        |                                        |                                        |                                        |                                        |                                        |                                   |                                   |                                   |                                   |                                   |                                   |                               |                               |                                     |                                     |                                     |                                     |                                     |                                     |  |  |                                          |                                          |                                          |                                          |                                          |                                          |                                          |                                          |                                          |                                          |                                      |                                      |                                     |                                     |                                     |                                     |                                 |                                 |                                 |                                 |                                      |                                      |                                      |                                      |                                      |                                      |  |  |  |  |  |  |  |  |  |  |  |  |  |  |  |  |  |  |  |  |  |  |  |  |  |  |  |  |  |  |  |  |  |  |  |  |  |  |  |  |  |  |  |  |  |  |  |  |
|                                |                                |                                |                                |                                 |                                 |                                        |                                        |                                        |                                        |                                        |                                        | Margaretha van Zweden (1899-1977) | Margaretha van Zweden (1899-1977) | Margaretha van Zweden (1899-1977) | Margaretha van Zweden (1899-1977) | Margaretha van Zweden (1899-1977) | Margaretha van Zweden (1899-1977) |                               |                               | Märtha van Zweden (1901-1954)       | Märtha van Zweden (1901-1954)       | Märtha van Zweden (1901-1954)       | Märtha van Zweden (1901-1954)       | Märtha van Zweden (1901-1954)       | Märtha van Zweden (1901-1954)       |  |  | Astrid van Zweden (1905-1935)            | Astrid van Zweden (1905-1935)            | Astrid van Zweden (1905-1935)            | Astrid van Zweden (1905-1935)            | Astrid van Zweden (1905-1935)            | Astrid van Zweden (1905-1935)            |                                          |                                          | Carl Bernadotte (1911-2003)              | Carl Bernadotte (1911-2003)              | Carl Bernadotte (1911-2003)          | Carl Bernadotte (1911-2003)          | Carl Bernadotte (1911-2003)         | Carl Bernadotte (1911-2003)         |                                     |                                     |                                 |                                 |                                 |                                 |                                      |                                      |                                      |                                      |                                      |                                      |  |  |  |  |  |  |  |  |  |  |  |  |  |  |  |  |  |  |  |  |  |  |  |  |  |  |  |  |  |  |  |  |  |  |  |  |  |  |  |  |  |  |  |  |  |  |  |  |